# Mizengo Pinda
Mizengo Kayanza Peter Pinda, född 12 augusti 1948, var 2008 till 2015 Tanzanias premiärminister. Han efterträdde Edward Lowassa.
Han ersattes 2015 av Majaliwa Kassim Majaliwa.